# Bacillus atticus
Bacillus atticus är en insektsart som beskrevs av Brunner von Wattenwyl 1882. Bacillus atticus ingår i släktet Bacillus och familjen Bacillidae.

## Underarter
Arten delas in i följande underarter:
- B. a. carius
- B. a. cyprius
- B. a. atticus

## Bildgalleri

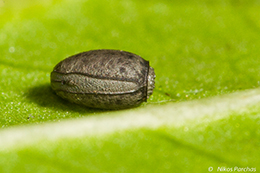